# Charmont (Val-d'Oise)
Charmont é uma comuna francesa na região administrativa da Ilha de França, no departamento do Vale do Oise. Estende-se por uma área de 3.83 km². Em 2010 a comuna tinha 36 habitantes (densidade: 9,4 hab./km²).